# Massimo Rigoni
Massimo Rigoni, född 24 november 1961 i Asiago i provinsen Vicenza, är en italiensk tidigare backhoppare. Han representerade Gruppi Sportivi Fiamme Gialle (finanspolisens, Guardia di Finanza, idrottsförening).

## Karriär
Massimo Rigoni debuterade internationellt i tysk-österrikiska backhopparveckan säsongen 1979/1980 (som var en del av nystartade världscupen) i Schattenbergbacken i Oberstdorf i Västtyskland 30 december 1979. Han blev nummer 81 i sin första världscupdeltävling. Rigoni var bland de tio bästa i en deltävling i världscupen första gången i normalbacken i Thunder Bay i Kanada 21 februari 1981 då han blev nummer 5. Året efter kom han på prispallen två gånger i Thunder Bay då han blev tvåa i båda backarna. Hemmahopparen Horst Bulau vann båda tävlingarna. Rigoni blev som bäst nummer 7 sammanlagt i världscupen, säsongen 1981/1982. Säsongen 1981/1982 var även hans bästa i backhopparveckan. Han blev nummer 22.
Rigoni deltog i Skid-VM 1982 i Oslo i Norge. Där blev han nummer 12 i normalbacken (Midtstubakken) och nummer 28 i stora backen (Holmenkollbakken). Rigoni deltog också i lagtävlingen som arrangerades i Engelberg i Schweiz 1984. Under Skid-VM 1985 i Seefeld in Tirol i Österrike tävlade Rigoni i normalbacken och blev nummer 51.
Under olympiska spelen 1984 i Sarajevo i dåvarande Jugoslavien blev Massimo Rigoni nummer 16 i normalbacken. I stora backen slutade han på en 34:e plats.
Rigoni avslutade sin backhoppningskarriär 1987.